# 維瑟巴赫河 (吉森河支流)
47°33′38″N 9°9′28″E / 47.56056°N 9.15778°E
維瑟巴赫河是瑞士的河流，位於該國東北部，流經圖爾高州，屬於吉森河的右支流，處於瑞士高原，河道全長6.4公里，流域面積10.5平方公里。